# Elvira Sastre
Elvira Sastre Sanz (nascida em 1992) é uma escritora, poeta, filóloga e tradutora literária espanhola.

## Biografia e carreira profissional
Elvira Sastre nasceu em 1992, em Segóvia, Espanha. Seu pai a incentivou a ter interesse por literatura, o que a motivou a tornar-se mais tarde escritora profissional. Ela escreveu seu primeiro poema aos 12 anos de idade e mais tarde começou seu blog "Relocos y recuerdos", com 15 anos. Ela logo ganhou um prêmio de poesia por seu trabalho Saudade.
Um par de anos mais tarde, ela começou um curso de Estudos Ingleses em Madrid. 
Em 2013, ela começou sua carreira como escritor com a publicação de seu trabalho Cuarenta y tres maneras de soltarse el pelo. Em Maio de 2014, ela publicou um segundo livro de poemas.
Antes disso, ela havia participado de um projeto artístico e literário chamado "Tú la Acuarela / Yo la lírica", que combinou poemas de Sastre com ilustrações de Adriana Moragues. Em 2016, Sastre publicou um poema de seleção no livro Ya nadie baila, com prefácio de Fernando Valverde.
Elvira Sastre combina sua carreira de escritora com seu trabalho como tradutora profissional. Entre suas traduções constam Los hijos de Bob Dylan, escrito pelo autor norte-americano autor Gordon E. McNeer.

## Obras

### Livros
- Tú la acuarela: com um/Yo la lírica (Coautora) (2013).[5]
- Cuarenta y tres maneras de soltarse el pelo (Lapsus Calami, 2014).
- O Baluarte (Valparaíso Ediciones, 2014).
- Ya nadie baila (Valparaíso Ediciones, de 2016).[6]
- La soledad de un cuerpo acostumbrado a la herida (Viseira Libros, de 2016).[7]